# 花坪镇 (乐业县)
花坪镇，是中华人民共和国广西壮族自治区百色市乐业县下辖的一个乡镇级行政单位。

## 行政区划
花坪镇下辖以下地区：
运赖村、花岩村、花坪村、南干村、岜木村、浪筛村和烟棚村。